# II. Stockdum
II. Stockdum ist ein aus einer Hofschaft hervorgegangener Wohnplatz in der bergischen Großstadt Solingen.

## Lage und Beschreibung
II. Stockdum befindet sich im Süden des Solinger Stadtteils Gräfrath unmittelbar an der Grenze zu Solingen-Mitte. Die zu dem Ort gehörenden Gebäude sind heute fast vollständig im Wohngebiet nordöstlich der Freizeitanlage Bärenloch aufgegangen. Sie befinden sich entlang der nach dem Ort benannten Straße II. Stockdum sowie an den Straßen Ingrid- und Barbaraweg.
Benachbarte Orte sind bzw. waren (von Nord nach Süd): Scheiderirlen, III. Stockdum, Bimerich, Neuenkulle, Kullen, Schlagbaum, I. Stockdum, Herberg und Obenscheidt.

## Etymologie
Der Ortsname weist etymologische Parallelen zu der Ortsbezeichnung Stockden auf, die zum Beispiel auch in Remscheid vorkommt. Auch in Solingen gibt es Abwandlungen des Ortsnamens, wie zum Beispiel mit dem Dorper Ort Stöcken.
Da das Bergische Land bis in das Spätmittelalter dicht bewaldet war, mussten viele Gebiete zunächst durch Rodung oder Abholzung urbar gemacht werden. Alle oben genannten Ortsnamen bezeichnen die nach Abholzung oder Rodung zurückbleibenden Wurzelstöcke, bei denen der spätere Ort angelegt wurde.

## Geschichte
Die Wurzeln eines der drei Höfe Stockdum liegen mindestens am Anfang des 14. Jahrhunderts. Im Jahre 1303 wird ein Hof Stockede als dem Hof Lüntenbeck bei Elberfeld zugehörig erwähnt. Stockdum war bevorzugter Wohnort einer bestimmten Gruppe von Klingenhandwerkern, nämlich der Schlacht- und Brotmesserreider.
In dem Kartenwerk Topographia Ducatus Montani, Blatt Amt Solingen, von Erich Philipp Ploennies aus dem Jahr 1715 sind zwei Hofstellen als Stocktum verzeichnet. Die Topographische Aufnahme der Rheinlande von 1824 verzeichnet den Ort mitsamt dem I. Stockdum zusammengefasst als Stockdums, in der Preußischen Uraufnahme von 1844 wird bereits die Zählung II. Stockdum angewandt. In der Topographischen Karte des Regierungsbezirks Düsseldorf von 1871 ist der Ort ebenfalls zusammen mit dem I. Stockdum als Stockdum verzeichnet.
Nach Gründung der Mairien und späteren Bürgermeistereien Anfang des 19. Jahrhunderts gehörte der Ort zur Bürgermeisterei Gräfrath. Um 1815 wurde am Ort die Altstraße von Vohwinkel über Gräfrath nach Solingen zur Provinzialstraße Essen–Solingen ausgebaut, die heutige Bundesstraße 224, die bei I. Stockdum über einen kleinen Damm geführt wurde.
1815/16 lebten 171 Einwohner in allen Stockdumer Wohnplätzen, für 1830 werden im als Weiler bezeichneten Ort 201 Einwohner angegeben. 1832 waren die drei Stockdumer Wohnplätze weiterhin Teil der Honschaft (Ketz-)Berg innerhalb der Bürgermeisterei Gräfrath.  Die drei nach der Statistik und Topographie des Regierungsbezirks Düsseldorf als Hofstadt kategorisierten Wohnplätze besaßen 1832 zusammen 29 Wohnhäuser, elf Fabriken bzw. Mühlen und 25 landwirtschaftliche Gebäude. Zu dieser Zeit lebten 255 Einwohner im Ort, davon 34 katholischen und 221 evangelischen Bekenntnisses. Die Gemeinde- und Gutbezirksstatistik der Rheinprovinz führt die drei Wohnplätze 1871 zusammen mit 56 Wohnhäusern und 431 Einwohnern auf. Im Gemeindelexikon für die Provinz Rheinland werden 1885 für Erstes Stockdum alleine 31 Wohnhäuser mit 217 Einwohnern angegeben. 1895 besitzt der Ort 34 Wohnhäuser mit 184 Einwohnern, 1905 werden 34 Wohnhäuser und 256 Einwohner angegeben.
Mit der Städtevereinigung zu Groß-Solingen im Jahre 1929 wurde II. Stockdum ein Ortsteil Solingens. Im Zuge einer Restrukturierung der Hofschaftsnamen als Straßennamen im Solinger Stadtgebiet im Jahre 1976 wurde die Bezeichnung II. Stockdum als Straßenname teilweise gelöscht und durch Ingridweg ersetzt.